# Stosunki Stanów Zjednoczonych z Unią Europejską
Pierwsze kontakty między Stanami Zjednoczonymi i Wspólnotą zostały nawiązane na początku lat 50. XX w., gdy w 1953 roku USA mianowały swojego obserwatora przy EWWiS, a trzy lata później utworzyły przy niej misję, którą w 1961 roku zmieniono na Misję USA przy Wspólnocie Europejskiej. WE natomiast założyła swoją placówkę w Waszyngtonie w 1954 roku W 1971 roku otrzymała ona pełne uprawnienia i przywileje placówki dyplomatycznej. Wówczas rozpoczęto wzajemne wizyty przedstawicieli Parlamentu Europejskiego i Kongresu USA, które od tamtej pory odbywały się dwa razy rocznie i służyły omawianiu różnorodnych kwestii interesujących obie strony.
W latach 90. zaczęto organizować spotkania na szczycie. Pierwszym ich rezultatem była uzgodniona 22 listopada 1990 roku Deklaracja Transatlantycka. Zawierała ona program współpracy między USA i WE, później UE:
- wsparcie demokracji, rządów prawa, walka o respektowanie praw człowieka
- współpraca na rzecz pokoju i bezpieczeństwa międzynarodowego
- wsparcie wolnego rynku, liberalizacja handlu, sprzeciwianie się protekcjonizmowi
- walka z bezrobociem
- stosowanie rozwoju zrównoważonego
- polityczna i gospodarcza pomoc krajom rozwijającym się, zwłaszcza tym z Europy Środkowej i Wschodniej, by przyspieszyć nich transformację ustrojową

3 grudnia 1995 roku w Madrycie miał miejsce następny szczyt, na którym przyjęto dokument o nazwie Nowy program transatlantycki. Jego zasadniczym osiągnięciem było rozpoczęcie wspólnych działań, zamiast, jak do tej pory, ograniczać się do konsultacji. Dokument ten ustanowił cztery płaszczyzny współpracy UE i USA:
- wsparcie dla pokoju, demokracji i rozwoju na świecie
- wspólne reagowanie na międzynarodowe wyzwania
- rozwój handlu międzynarodowego i powiązań gospodarczych
- budowanie mostów przez Atlantyk[1]

By realizować ten program, UE i USA uzgodniły ideę Transatlantyckiego Partnerstwa Gospodarczego, którą przyjęto na szczycie w Londynie 18 maja 1998 roku. Wówczas podpisano również dokument o nazwie Partnerstwo Transatlantyckie we współpracy politycznej, który określił działania, na których UE i USA powinny się skupić, by realizować ustalone cele.
Gdy po ustanowieniu EPBiO oraz rozszerzeniu NATO w 1999 roku pojawiły się opinie, że sojusz transatlantycki ulega osłabieniu, UE rozpoczęła działania mające to zmienić. W ich wyniku na szczycie w Waszyngtonie 18 grudnia 2000 roku uzgodniono dokument, który dotyczył najważniejszych kwestii współpracy, zwłaszcza w stosunku do wyzwań międzynarodowych. Dotyczył on m.in.: prowadzenia procesu pokojowego na Bliskim Wschodzie, wsparcia demokracji w Rosji, Afryce, Azji i Ameryce Łacińskiej, zapobiegania proliferacji broni masowego rażenia czy walki z terroryzmem i przestępczością zorganizowaną. Ponadto podczas tego szczytu USA zadeklarowały, że będą prowadzić dialog z UE jako aktorem odgrywającym pełną rolę i przyjmującym pełną odpowiedzialność na scenie międzynarodowej.
Zamach na World Trade Center i Pentagon 11 września 2001 roku sprawił, że Unia Europejska i Stany Zjednoczone zjednoczyły się w walce z terroryzmem. Następnego dnia po atakach w Brukseli odbyło się specjalne spotkanie Rady UE, na którym wydano oświadczenie o solidaryzacji z USA i ogłoszeniu 14 września dniem żałoby narodowej w krajach Unii. 20 września przedstawiciele Unii spotkali się w Waszyngtonie z sekretarzem stanu USA Colinem Powellem, wydając wspólne oświadczenie o walce z terroryzmem. Obejmowało ono deklarację o współpracy w zakresie m.in. bezpieczeństwa transportu, zwłaszcza lotniczego, kontroli granicznej, kontroli eksportu, zakazu finansowania i wspierania terrorystów oraz współpracy policyjnej i sądowej.
Kwestią, która podzieliła państwa UE i wywołała trudności w relacjach transatlantyckich, była amerykańska interwencja w Iraku w 2003 roku Większość państw Unii popierała ograniczenie się do kontroli tego kraju przez inspektorów ONZ. Gdy USA zaczęły naciskać na Radę Bezpieczeństwa ONZ, by wydała rezolucję zezwalającą na użycie siły, Francja, Niemcy i Belgia stanowczo wypowiedziały się przeciwko temu. Jednakże 30 stycznia 2003 roku premierzy Wielkiej Brytanii, Hiszpanii, Włoch, Polski, Portugalii, Danii i Węgier oraz prezydent Czech podpisali tzw. list ośmiu, w którym wyrażali poparcie dla interwencji w Iraku. Spowodował on rozłam w Unii, który pogorszyło podjęcie akcji zbrojnej. Negatywnie wpłynęła ona również na stosunki UE-USA, gdyż kraje europejskie poczuły się zignorowane przez Stany Zjednoczone i uważały, że nie liczą się one z sojusznikami z NATO.
Próby poprawy relacji europejsko-amerykańskich podjęto 25 czerwca 2003 roku w Waszyngtonie na szczycie UE-USA. Jego rezultatem było kilka oświadczeń oraz podpisanie układów o wzajemnej pomocy prawnej i ekstradycji, które Unia zaproponowała po atakach z 11 września.
Na następnym szczycie, który odbył się 26 czerwca 2004 roku na zamku Dromoland w Irlandii, podpisano kolejne oświadczenia, dotyczące walki z terroryzmem, współpracy w zakresie nieproliferacji broni masowego rażenia i walki z chorobami, wzmacniania współpracy gospodarczej i procesu pokojowego na Bliskim Wschodzie i w Sudanie. Szczególne znaczenie miała deklaracja w sprawie Iraku, która opierając się na rezolucji nr 1546 Rady Bezpieczeństwa ONZ z maja 2004 roku, przekazywała władzę w Iraku Irakijczykom, gdyż oznaczała ona koniec sporów UE i USA odnośnie do tego kraju. Unia zadeklarowała pomoc w odbudowie Iraku, jednak większość jej krajów była przeciwna wysyłaniu tam wojsk.
22 lutego 2005 roku prezydent USA George Bush spotkał się w Brukseli z Radą Europejską, z którą dyskutował na temat sytuacji w różnych regionach świata, a także ochrony środowiska i kwestii ekonomicznych. Obie strony zadeklarowały również organizację konferencji, na której miano zinstytucjonalizować pomoc dla Iraku.
Kolejny szczyt odbył się w Wiedniu 20 czerwca 2005 roku Poskutkował on wieloma oświadczeniami o zacieśnianiu współpracy. Dotyczyły one m.in. zwalczania terroryzmu, nieproliferacji broni, wsparcia demokracji, rządów prawa i praw człowieka na świecie, promocji pokoju i dobrobytu oraz walki z piractwem i fałszerstwami.
Rok później, 21 czerwca 2006 roku, również w Wiedniu, podczas spotkania na szczycie UE i USA ustaliły, że ich strategiczne partnerstwo będzie się skupiać przede wszystkim na czterech płaszczyznach: wsparcia demokracji, pokoju i praw człowieka, rozwoju dobrobytu, wspólnego rozwiązywania globalnych problemów oraz współpracy w zakresie energetyki i walki ze zmianami klimatu.
Następny szczyt odbył się 30 kwietnia 2007 roku w Waszyngtonie. Zaowocował on przyjęciem ram umacniania integracji ekonomicznej, deklaracji o współpracy w dziedzinie polityki i bezpieczeństwa oraz o ruchu bezwizowym obywateli UE i USA. Przyjęto także oświadczenie o zmianach klimatu i bezpieczeństwie energetycznym oraz zobligowano się do rozszerzenia zawartego 2 marca układu o liberalizacji ruchu lotniczego przez Atlantyk. W celu dalszej integracji gospodarczej ustanowiono Transatlantycką Radę Ekonomiczną.
5 kwietnia 2009 roku w Pradze odbył się nieformalny szczyt UE-USA. Wydano na nim oświadczenie potępiające północnokoreańską próbę rakietową. Dyskutowano również m.in. na temat walki z globalnym ociepleniem, współpracy gospodarczej w obliczu kryzysu, liberalizacji handlu światowego i bezpieczeństwa energetycznego. Prezydent USA Barack Obama zaapelował o przyjęcie do UE Turcji i podtrzymał poparcie realizacji tarczy antyrakietowej, póki Iran kontynuuje swój program atomowy. Zapowiedział również rozmowy z Rosją w sprawie redukcji arsenału nuklearnego.